# Distretto di Longqi
Il distretto di Longqi (龍崎區S, Lóngcí Cyu / Lóngqí QūP) è un distretto della città di Tainan, situata a Taiwan.